# Néstor Sánchez Hernández
Néstor Sánchez Hernández (1918-2001) fue un militar mexicano que participó en la Guerra Cristera y en la guerra civil española. 

## Biografía
Nació en Xia, un poblado de la sierra de Oaxaca, teniendo ascendencia zapoteca. A corta edad se trasladó a la ciudad de Oaxaca de Juárez, pues su familia carecía. Cuando obtuvo la edad de 14 años decidió ingresar en el Ejército Mexicano, con el cual participó en la campaña de la Sierra Sur de Oaxaca de la Guerra Cristera, en búsqueda del Gral. Victorino Bárcenas. 

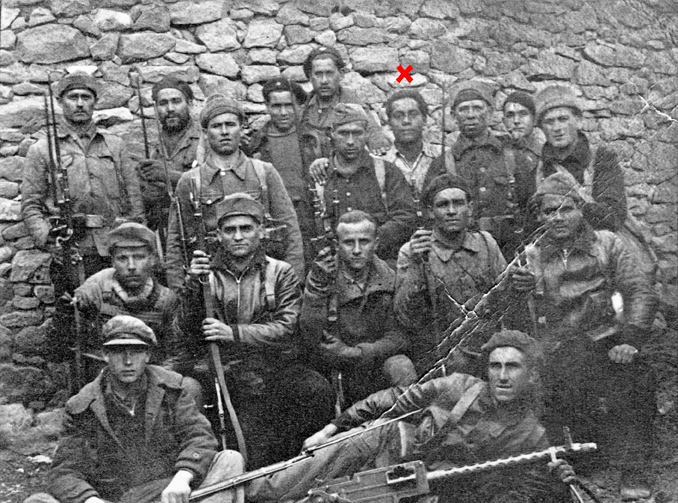
Néstor (x roja) y su patrulla durante un descanso en la guerra

Emigró a la Ciudad de México, y permaneció en el Ejército Mexicano hasta 1937, cuando tenía 17 años y decidió defender la Segunda República Española. El viaje fue financiado secretamente por el gobierno de Lázaro Cárdenas del Río, viajando de Veracruz a La Habana, de La Habana a Nueva York, de ahí a Cherburgo y luego a París. Desde los montes Pirineos entró a España. Se dio de alta como soldado de la República en Figueras. Integrándose al Batallón Rakosi en la XIII Brigada Internacional Dombrowski, en la misma participó en la Batalla del Jarama y la Batalla del Ebro, donde fue herido, por lo que fue llevado al hospital de Mataró. Con la salida de la Brigadas Internacionales, Néstor desfiló en Barcelona llevando la bandera de México.

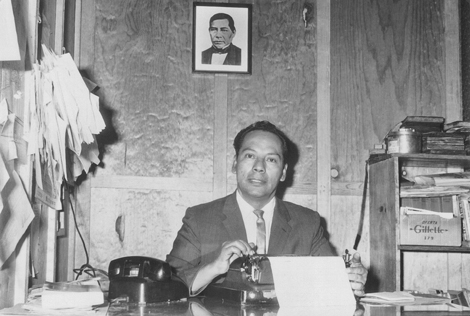
Néstor Sánchez en su despacho en Carteles del Sur

A su regreso a México, fue recibido junto a los demás combatientes mexicanos por integrantes del Partido Revolucionario Institucional como héroes; aunque sin recibir muchos apoyos. Durante su estancia en la Ciudad de México, se dedicó a vender paletas heladas. Luego de emigrar a varias ciudades mexicanas, ingresó al diario Novedades como reportero, aunque al poco tiempo éste se retiró para regresar a su estado natal, Oaxaca. Ahí, fundó la revista Oaxaca en México y dirigió el diario Carteles del Sur, con el que fue agredido por lo que escribía y publicaba. En 1972, fundó la Hemeroteca Pública de Oaxaca, que hoy por hoy lleva su nombre. Finalmente, murió en el año 2001.

## Obras
- Un mexicano en la guerra Civil Española y otros recuerdos. (1997)
- Memorias de un combatiente. (1976)

- Datos: Q6047500
- Multimedia: Néstor Sánchez Hernández / Q6047500